# Jan Kiepura

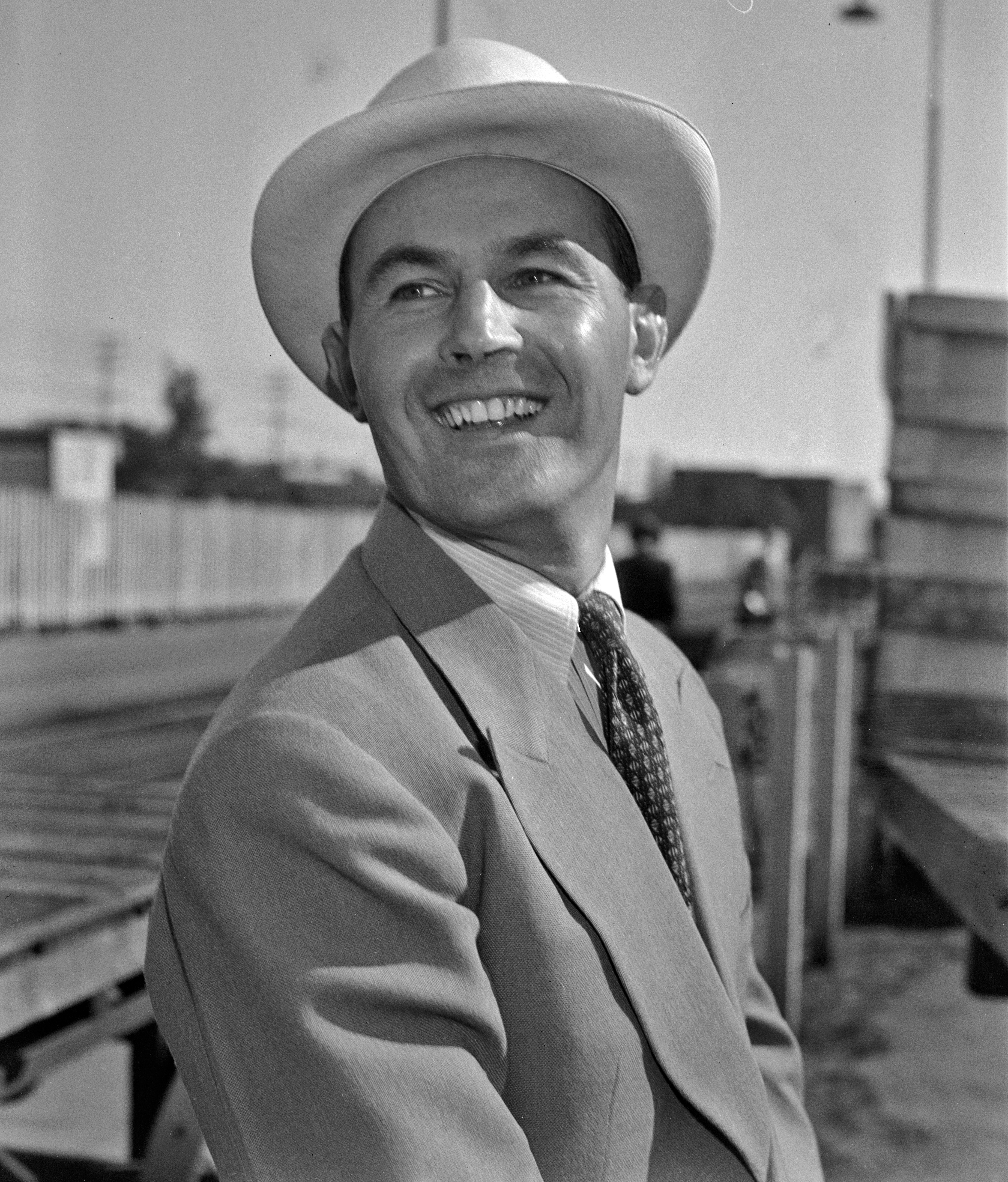
Jan Kiepura (1935)

Jan Wiktor Kiepura, auch Jean Kiepura, (* 3. Maijul. / 16. Mai 1902greg. in Sosnowiec, Russisches Kaiserreich; † 15. August 1966 in Harrison, New York) war ein polnisch-amerikanischer Opernsänger (Tenor) und Schauspieler. Er zählte mit Richard Tauber und Joseph Schmidt nicht nur zu den populärsten „Drei Tenören“ der 1930er Jahre, sondern auch zu den erfolgreichsten Sängerschauspielern des europäischen Films jener Zeit.

## Leben
Jan Kiepura wurde als Sohn eines katholischen Bäckermeisters und einer jüdischen Mutter geboren. Nach einem Vorsingen vor dem renommierten Opernsänger Wacław Brzeziński (1878–1955) von der Warschauer Oper begann er nach anfänglichem Jurastudium 1922 beim Tenor Tadeusz Leliwa (1875–1929) eine Gesangsausbildung – gegen den Willen seiner Eltern.
Sein Bühnendebüt gab er 1924 in Charles Gounods Faust in Lemberg. Im selben Jahr gewann Kiepura einen Gesangswettbewerb, erhielt den Titel „König der polnischen Tenöre“ sowie ein erstes Engagement an der Warschauer Oper. Der Sensationsdurchbruch erfolgte dort allerdings am 11. Februar 1925, als Kiepura kurzfristig für einen Tenor als Faust einsprang. Nach anfänglicher Zurückhaltung feierte ihn das Publikum am Ende mit Standing Ovations. Ein Jahr später holte ihn Franz Schalk an die Wiener Staatsoper, wo er am 21. September neben der Operndiva Maria Jeritza als Cavaradossi in Tosca brillierte. Mit seinem triumphalen Auftreten als Kalaf in Giacomo Puccinis Turandot am 15. Oktober wurde er zum unangefochtenen Liebling der Wiener Oper. Am 7. Oktober 1927 übernahm er die männliche Hauptrolle in Erich Wolfgang Korngolds Oper Das Wunder der Heliane mit Lotte Lehmann als Partnerin. In den folgenden Jahren feierte er einen Triumph nach dem anderen: in Hauptrollen von Giuseppe Verdis Rigoletto, Giacomo Puccinis La Bohème, Tosca, Turandot, Manon Lescaut, Jules Massenets Werther; in Berlin, an der Pariser Oper, in London, Buenos Aires, Rio de Janeiro und Chicago und der Mailänder Scala, wo er 1929 eine weitere Novität aus der Taufe hob: Le Preciose des italienischen Komponisten Felice Lattuada (1882–1962).

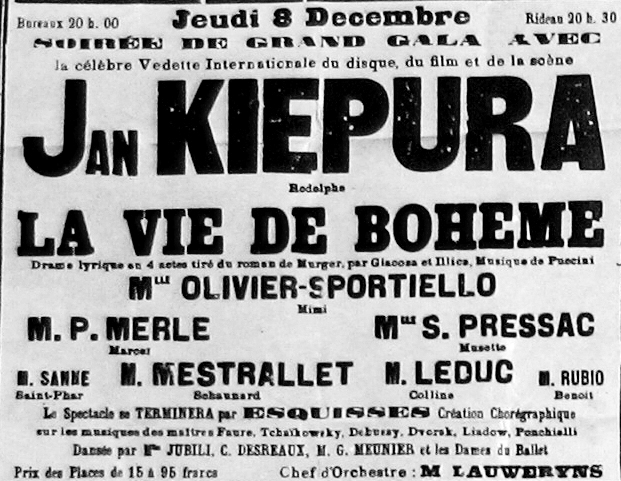
Jan Kiepura in Lyon (1932)

1930 war Kiepura ein Weltstar der Oper, als er bereits mit seinem ersten Tonfilm Die singende Stadt von einem Millionenpublikum im Kino als „der neue Caruso“ stürmisch gefeiert wurde. Über ein Dutzend Filme folgten bis 1937, zumeist für die Filmgesellschaft Cine-Allianz, in denen er auch in den französischen und englischen Versionen stets die Hauptrolle übernahm. Kiepura-Schlager auf Odeon/Parlophone–Schallplatten erschienen auf Deutsch, Englisch, Französisch, Italienisch, Polnisch und gingen um die Welt, wie etwa Heute Nacht oder nie (Mischa Spoliansky), Ninon (Walter Jurmann), Ob blond ob braun, ich liebe alle Frau’n (Robert Stolz). In Mein Herz ruft immer nur nach Dir (1934) war seine Partnerin die ungarische Sänger-Schauspielerin Marta Eggerth, die er am 31. Oktober 1936 in Kattowitz heiratete. Der Ehe entstammen zwei Kinder: Jan Kiepura jun. (geb. 1944) und Marjan Kiepura (geb. 1950).
Mitte der 1930er Jahre waren die beiden Europas populärstes Künstlerehepaar. Im polnischen Wintersportort Krynica-Zdrój besaßen sie das Hotel Patria, das bald zum beliebten Treffpunkt der europäischen Society avancierte. So verbrachte etwa die spätere Königin Juliana der Niederlande einige Zeit ihrer Flitterwochen im Hotel Patria.

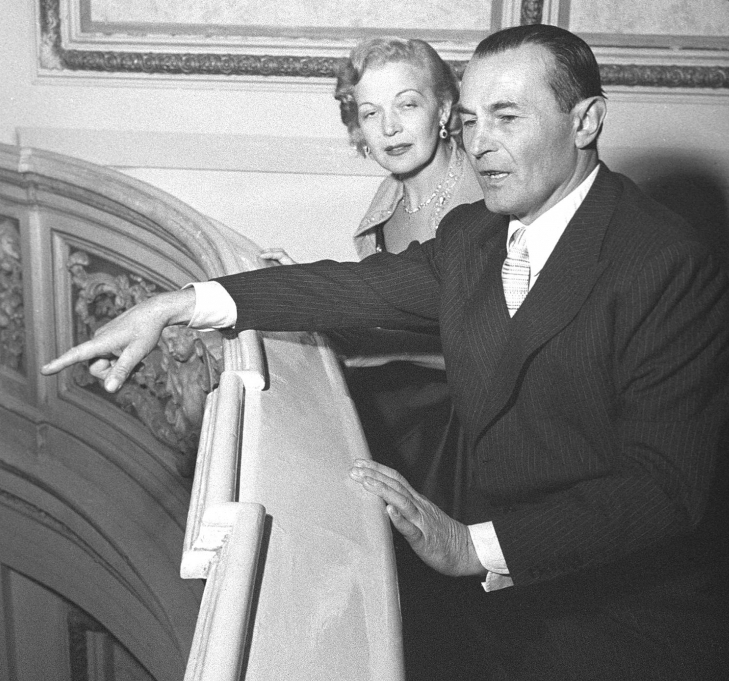
Das Ehepaar Eggerth-Kiepura (1954)

Den größten gemeinsamen Triumph feierten Kiepura und Eggerth mit dem Film Zauber der Bohème, der 1937 in Österreich gedreht wurde. Es war Kiepuras letzter Film vor Beginn des Zweiten Weltkrieges. Der polnische Patriot wanderte mit seiner Frau Marta Eggerth nach Amerika aus, wo Kiepura am 10. Februar 1938 sein Sensationsdebüt an der Met gab. Noch hatten Kiepura und Eggerth ihre Wohnsitze in Krynica und Paris. Sie emigrierten bei Kriegsbeginn in die USA, die zu ihrer zweiten Heimat wurden. Das Jahr 1943 markierte den Beginn von Kiepuras „dritter Karriere“ als triumphaler Operettentenor an der Seite seiner Frau. Gemeinsam traten sie über 2000 Mal in Franz Lehárs Lustiger Witwe auf, zuerst am Broadway in einer spektakulären Inszenierung von George Balanchine, mit der sie auch landesweit auf Tournee gingen, auf Englisch, Französisch, Italienisch und sogar auf Polnisch in Chicago.
Nach dem Krieg feierten sie auf den Operettenbühnen Europas wieder große Erfolge. Eine farbenprächtige Verfilmung von Das Land des Lächelns 1952 markierte das Ende von Kiepuras Filmarbeit. Im Herbst 1958 gab er – mittlerweile US-amerikanischer Staatsbürger – mehrere umjubelte Konzerte in Polen. Es war das erste Wiedersehen mit seiner Heimat seit dem Ende des Zweiten Weltkrieges.
In den Jahren 1955 bis 1957 war er mit seiner Frau in mehreren Produktionen der Lustigen Witwe zu sehen, wie etwa im Londoner Palace Theatre und am New York City Center Theatre wie auch 1965 in Köln und Berlin. In den USA und in Kanada traten sie bis kurz vor Kiepuras plötzlichem Tod immer wieder in gemeinsamen Konzerten auf.
Jan Kiepura erlag 64-jährig in den USA den Folgen eines Herzinfarktes. Er ist auf dem Powązki-Friedhof in Warschau beerdigt.

## Gedenken

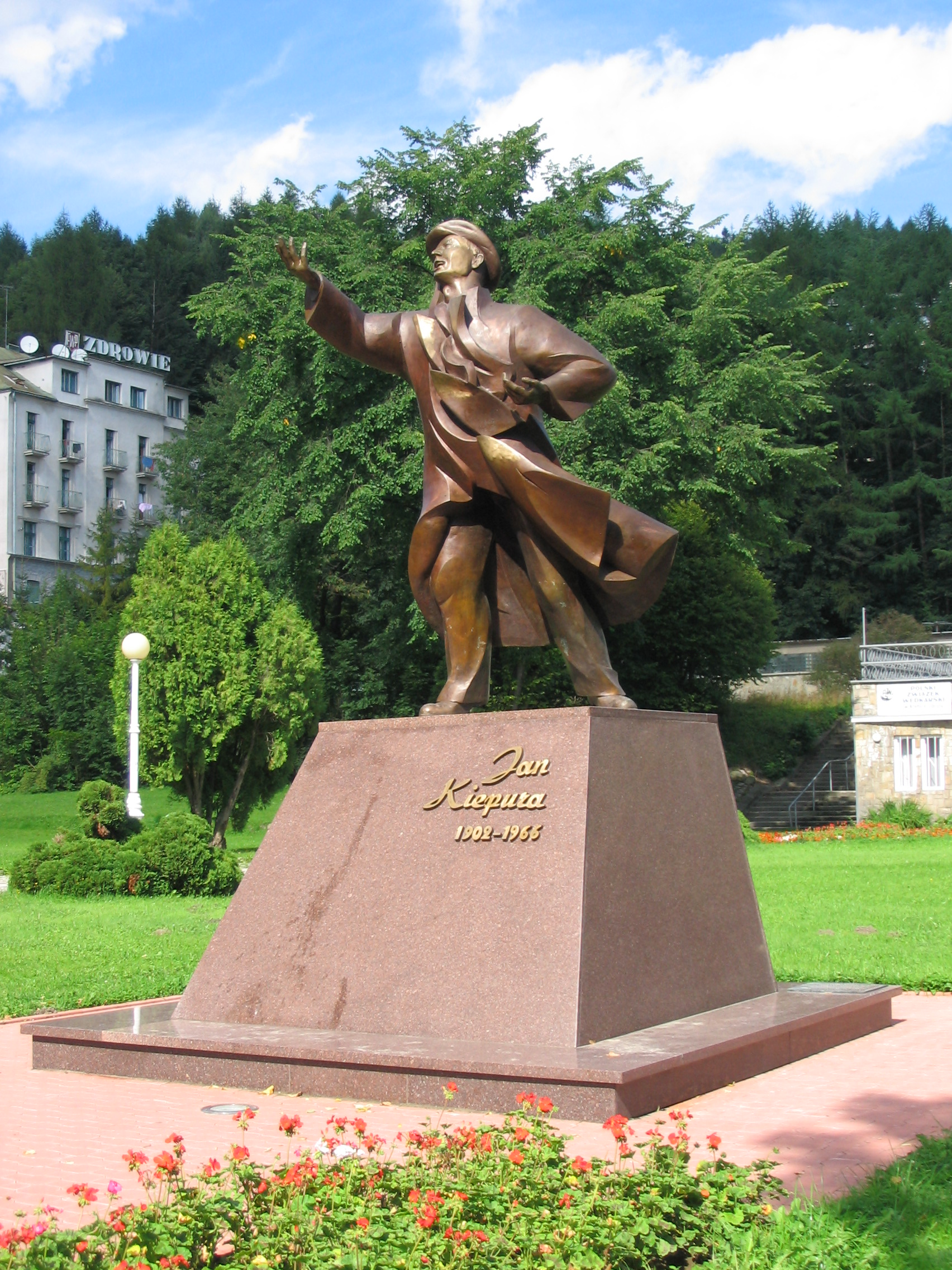
Jan-Kiepura-Denkmal in Krynica-Zdrój

Das Andenken von Jan Kiepura wird in seinem früheren Wohnort Krynica-Zdrój besonders gepflegt. Dort werden im Sommer die Jan-Kiepura-Sommerfestspiele aufgeführt, die 2017 zum 51. Mal stattfanden und rund zwei Wochen verschiedene Konzerte mit insgesamt rund 500 Mitwirkenden anbieten. Im Galakonzert zum Abschluss tragen bekannte polnische Opernsänger regelmäßig auch Arien oder Lieder vor, die Jan Kiepura einst gesungen hat.
Ein großer Kenner des Lebens und Wirkens von Jan Kiepura war der 2003 verstorbene österreichische Musikexperte Marcel Prawy, der lange Jahre Kiepuras Privatsekretär war.
Im Rahmen der Elblandfestspiele Wittenberge in Brandenburg fand zweimal der Internationale Gesangswettbewerb für Operette – Jan Kiepura zu Ehren des Tenors statt. Die Schirmherrschaft hatte seine Witwe Marta Eggerth-Kiepura übernommen.
Nach Jan Kiepura war auch der 2016 eingestellte EuroNight-Zug der PKP (poln. Staatsbahn) zwischen Amsterdam und Warschau mit Kurswagen nach Minsk und Moskau benannt.

## Diskografie
- Jan Kiepura Vol 1. Pearl, catalog # GEMM CD 9976 (2006).
- Jan Kiepura Vol 2. My Song For You. (Aufnahmen 1931–1955). Pearl, catalog # GEMM CD 9079 (1994).
- Jan Kiepura. Marianne Melodie CD (2008).
- Jan Kiepura. Lebendige Vergangenheit. Preiser CD (1997).
- Jan Kiepura: Ob Blond, ob Braun, ich liebe alle Frau’n. Membran CD (2004).
- Jan Kiepura: Portrait – Nostalgiestars. Flex Media CD (2007)
- Marta Eggerth, Jan Kiepura: Die Stars von Bühne und Film. EMI CDM 7 64660 2 (1992)
- Jan Kiepura, Marian Nowakowski: Historical Recordings from 1927-42. Hamburger Archiv für Gesangskunst. CD Audio, EAN: 0883629243474 (2008).
- Marta Eggerth, Jan Kiepura: Das wahre Traumpaar. Documents 600049 (3 CDs, 2013)

## Filmografie
- 1926: O czem się nie myśli – Regie: Edward Puchalski
- 1930: Die singende Stadt – Regie: Carmine Gallone
- 1931: City of Song (englische Version von Die singende Stadt) – Regie: Carmine Gallone
- 1932: Tell Me Tonight – Regie: Anatole Litvak
- 1932: Das Lied einer Nacht (deutsche Version von Tell Me Tonight) – Regie: Anatole Litvak
- 1933: Tout pour l’amour – Regie: Henri-Georges Clouzot
- 1933: Ein Lied für Dich – Regie: Joe May
- 1934: Mon cœur t’appelle – Regie: Carmine Gallone
- 1934: Mein Herz ruft nach Dir – Regie: Carmine Gallone
- 1934: My Heart Is Calling (englische Version von Mein Herz ruft nach Dir)
- 1935: My Song for You – Regie: Maurice Elvey
- 1935: Ich liebe alle Frauen – Regie: Carl Lamac
- 1935: J’aime toutes les femmes (französische Version von Ich liebe alle Frauen)
- 1936: Give Us This Night – Regie: Alexander Hall
- 1936: Im Sonnenschein (Opernring) – Regie: Carmine Gallone
- 1937: Zauber der Bohème (La Bohème-Adaption) – Regie Géza von Bolváry
- 1947: Addio Mimi (La Bohème-Adaption) – Regie: Carmine Gallone
- 1948: Valse brillante – Regie: Jean Boyer
- 1952: Das Land des Lächelns – Regie: Hans Deppe